# ロールス・ロイス・スウェプテイル
ロールス・ロイス・スウェプテイル (Rolls-Royce Sweptail)はロールス・ロイスが製造したワンオフモデルである。

## 概要
スウェプテイルは2017年のコンコルソ・デレガンツァ・ヴィラデステで発表された。ロールス・ロイスが1920年代に製造した「swept-tail」モデルを愛するクライアントがオーダーしたモデルとなり、構想から完成まで4年の歳月を費やした。スウェプテイルの価格は1300万ドル(約14億5000万円)で、発表当時同社最高額かつ市販車最高額を記録した。
ベースとなったのはファントムで、パワートレインもファントムと共通の6.8L V型12気筒エンジンを搭載する。しかし、ファントムと共有しているのはプラットフォームやパワートレインのみで、ボディパネルはスウェプテイル独自のものである。
フロントのパンテオングリルはアルミニウムの削り出しを手作業で鏡面加工されている。天井には大きなグラスルーフを備え、リアエンドは大きく絞り込まれている。ルーフから連続するリアガラスハッチはヨットの船体を思い起こさせるデザインとなっている。リアには認識票と登録番号を兼ねるアルミニウム・インゴットから削り出した「08」の数字が刻まれている。
リアには1段高くなったスペースがあり、そこは帽子置きとしてのスペースで、”バックライト”と呼ばれている。アームレストにはシャンパンボトルを立てて保管することができ、シャンパングラスも装備している。

## ギャラリー

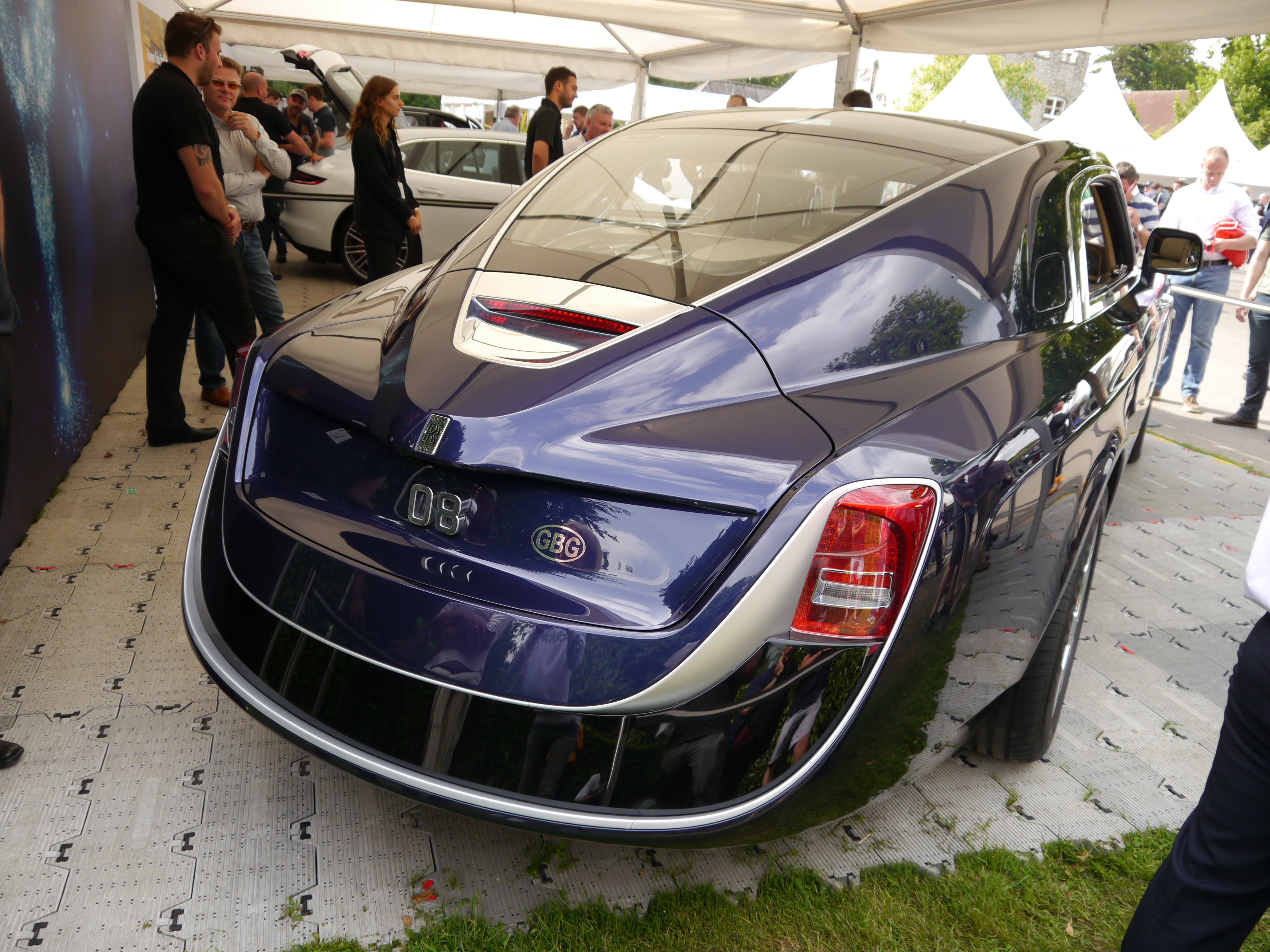
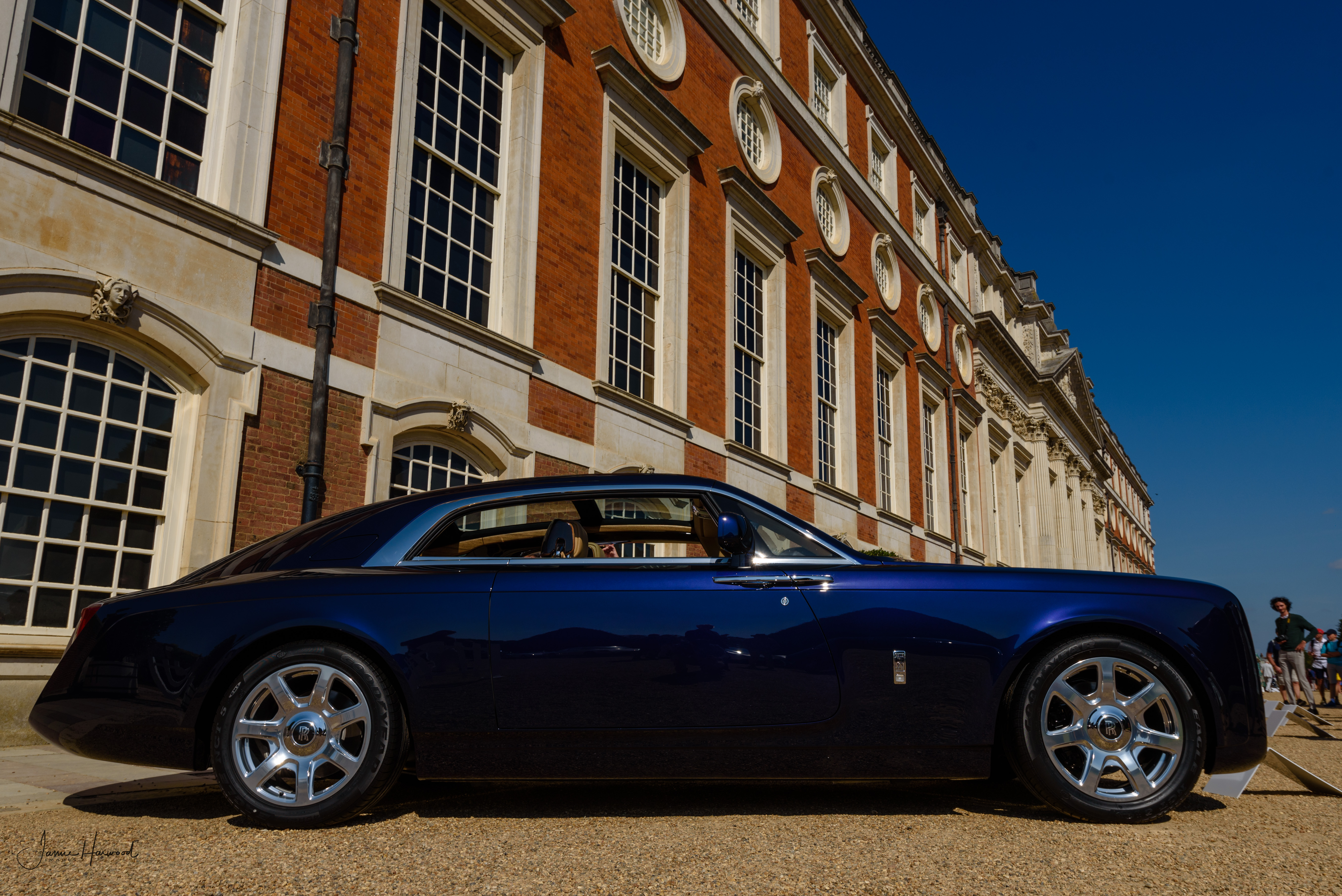
ロールス・ロイス・スウェプテイル(サイド)
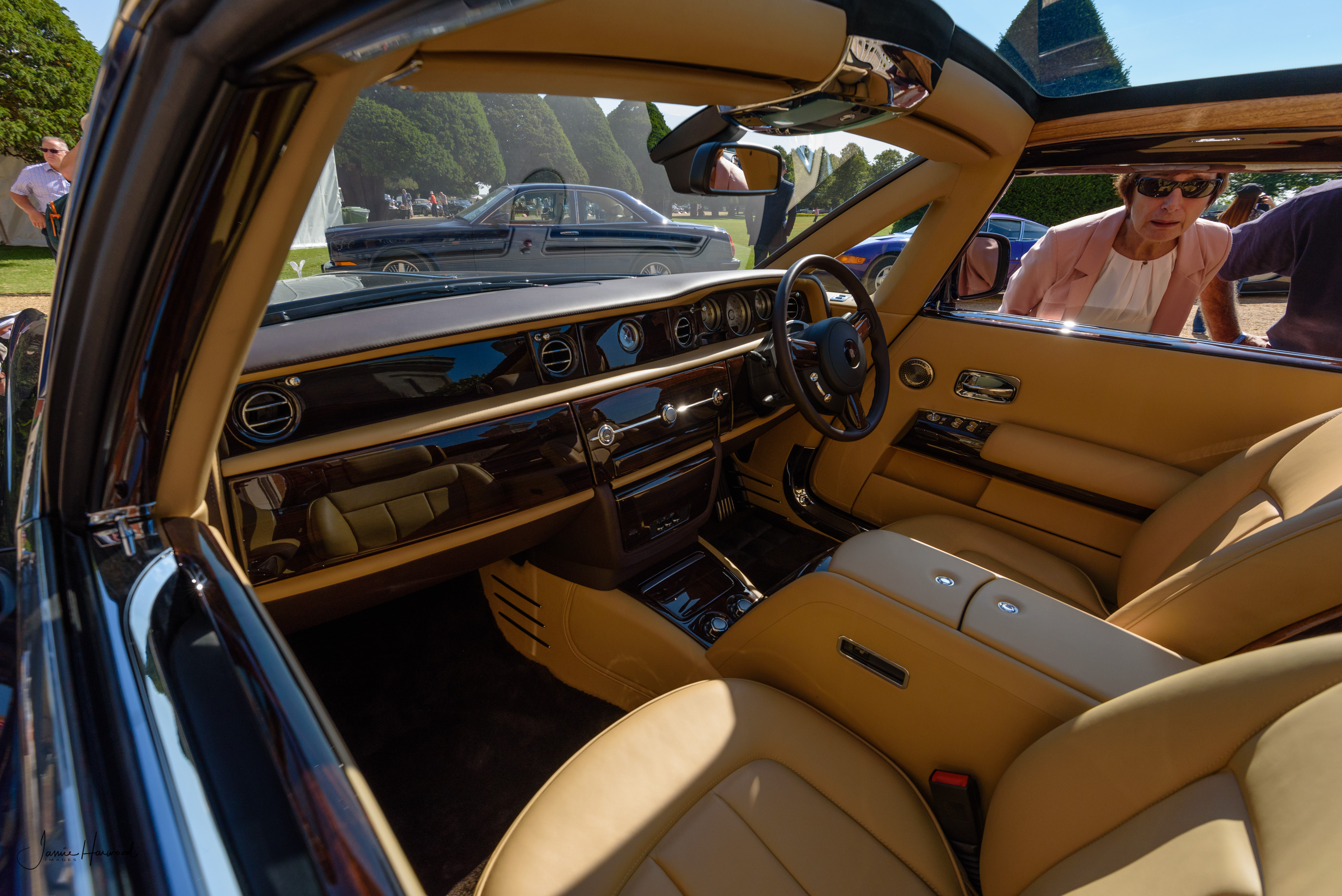

## 参照
1. ↑  https://www.webcg.net/articles/gallery/36500
2. ↑  https://car-me.jp/articles/7850
3. ↑  https://motorcars.jp/rolls-royce-sweptail-multiplied-by-four-years-published-at-villa-deste-on-the-shores-of-lake-como-in-italy20170530
4. ↑  https://www.gqjapan.jp/car/story/20170727/rolls-royce-sweptail
5. ↑  https://oceans.tokyo.jp/article/detail/28065